# صدا و سیمای خوزستان
صدا و سیمای خوزستان یکی از مراکز صدا و سیمای جمهوری اسلامی ایران است که در شهر اهواز فعالیت می‌کند.

## شبکه خوزستان
شبکه استانی سیمای خوزستان، یکی از شبکه‌های تلویزیونی صدا و سیمای جمهوری اسلامی ایران است که در شهر اهواز به سه زبان فارسی، عربی خوزستانی و لری بختیاری فعالیت می‌کند و در سال ۱۳۷۷ تاسیس شده است.

## رادیو خوزستان
رادیو خوزستان در سال ۱۳۷۵ به شبکهٔ استانی تبدیل می‌شود و شبکهٔ استانی صدای خوزستان از ۲۴ خرداد ۱۳۹۱ بیست و چهار ساعته برنامه‌های خود را تولید و پخش می‌نماید.

## رادیو دزفول
رادیو شهری دزفول، بخشی از مجموعه صدا و سیمای خوزستان است. این رادیو در آبانماه سال ۱۳۵۹ در دزفول تأسیس شد و هم اینک روزانه بین ۵ تا ۷ ساعت برنامه به زبان فارسی و گویش دزفولی پخش می‌کند. این رادیو شهرهای دزفول، اندیمشک و شوش را پوشش می‌دهد.